# Synagoge (Friedelsheim)
Die Synagoge in Friedelsheim wurde zwischen 1851 und 1854 in der Bahnhofstraße 8, auf dem hinteren Teil des Grundstückes errichtet. 1920 wurde die Synagoge aufgegeben und 1922 von der jüdischen Gemeinde verkauft. 1930 wurde das Gebäude umgebaut und Sozialwohnungen eingerichtet. Heute ist die ehemalige Synagoge ein denkmalgeschütztes Wohnhaus in privater Hand.

## Synagoge
Bereits vor 1854 gab es in Friedelsheim eine Synagoge, die vermutlich Ende des 18. Jahrhunderts erbaut worden war. Sie stand in der Hauptstraße. Dieses Gebäude wurde 1858 verkauft. Zwischen 1851 und 1854 errichtet die jüdische Gemeinde auf dem Grundstück in der Bahnhofstraße 8 eine neue Synagoge. Sie befand sich auf dem hinteren Teil des Grundstückes am Schwabenbach. Nachdem sich die jüdische Gemeinde wegen der geringen Mitgliederzahl 1920 aufgelöst hatte, wurde die Synagoge 1922 an die politische Gemeinde Friedelsheim verkauft. 1930 erfolgte ein Umbau der Synagoge zu Sozialwohnungen. 1982 wurde das Gebäude dann von einem Privatmann zu einem noch heute genutzten Einfamilienhaus umgebaut. Nach den Umbauten 1930 und 1982 sind heute noch das Portal sowie der größte Teile der Mauern unverändert erhalten. Seit 1992 ist das Gebäude denkmalgeschützt. Es handelt sich um einen giebelständigen Sandsteinquaderbau mit Eckpilastern, der ursprünglich über schmale Rundbogenfenster verfügte. Rechts und links neben dem Eingangsportal, das noch heute als Eingang dient, befindet sich je ein Pilaster. Darüber befindet sich ein gemauertes kleines Vordach in dem sich eine, heute nicht mehr lesbare, Inschrift in hebräischer Sprache befand. Im Giebel über dem Eingangsportal befindet sich ein Rundfenster.

## Jüdische Gemeinde Friedelsheim
Die jüdische Gemeinde Friedelsheim in Friedelsheim bestand bis 1922. Sie gehörte zum Bezirksrabbinats Frankenthal.